# Sufia Kamal
Sufia Kamal  (bengalî : সুফিয়া কামাল), née le 20 juin 1911 et morte le 20 novembre 1999 à Dacca, est une poétesse, écrivain et militante féministe bangladaise. 
Née dans une famille musulmane à Barisal, Bangladesh, elle est reconnue comme une personnalité importante du Bangladesh. À sa mort en 1999, elle reçut des funérailles nationales, première femme du Bangladesh à avoir cet honneur.[réf. souhaitée]

## Biographie
Sufia Kamal naquit à Shaestabad, fille d'une bonne famille de zamindar (propriétaire) de Barisal. Durant son enfance, l'éducation des femmes était interdite et elle ne put étudier. Elle apprit néanmoins le bangla, le hindi, l'anglais, l'urdu, l'arabe, le kurde et le persan à la maison.
En 1918, elle se rendit à Calcutta avec sa mère et y rencontra Rokeya Sakhawat Hussain. Elle fut mariée à l'âge de 11 ans à son cousin Syed Nehal Hossain, alors étudiant en droit. Ils eurent une fille, Amena Kahnar. Hossain mourut en 1932. Cinq ans plus tard, elle se maria avec Kamaluddin Ahmed.
Elle publie une nouvelle, Shainik Bodhu, dans un journal local en 1923.
Elle a notamment collaboré avec l'éditeur bangladais Faisal Arefin Dipan.

## Œuvres
- Mrttikar Ghran (La fragrance de la Terre)
- Ekattarer Diary (Journal de 71)
- Benibinyas Samay To Ar Nei (Plus le temps de tresser tes cheveux)
- Ekale Amader Kal (En ce moment, notre moment)